# Syagrus glaucescens
Syagrus glaucescens là loài thực vật có hoa thuộc họ Arecaceae. Loài này được Glaz. ex Becc. miêu tả khoa học đầu tiên năm 1916.

## Hình ảnh

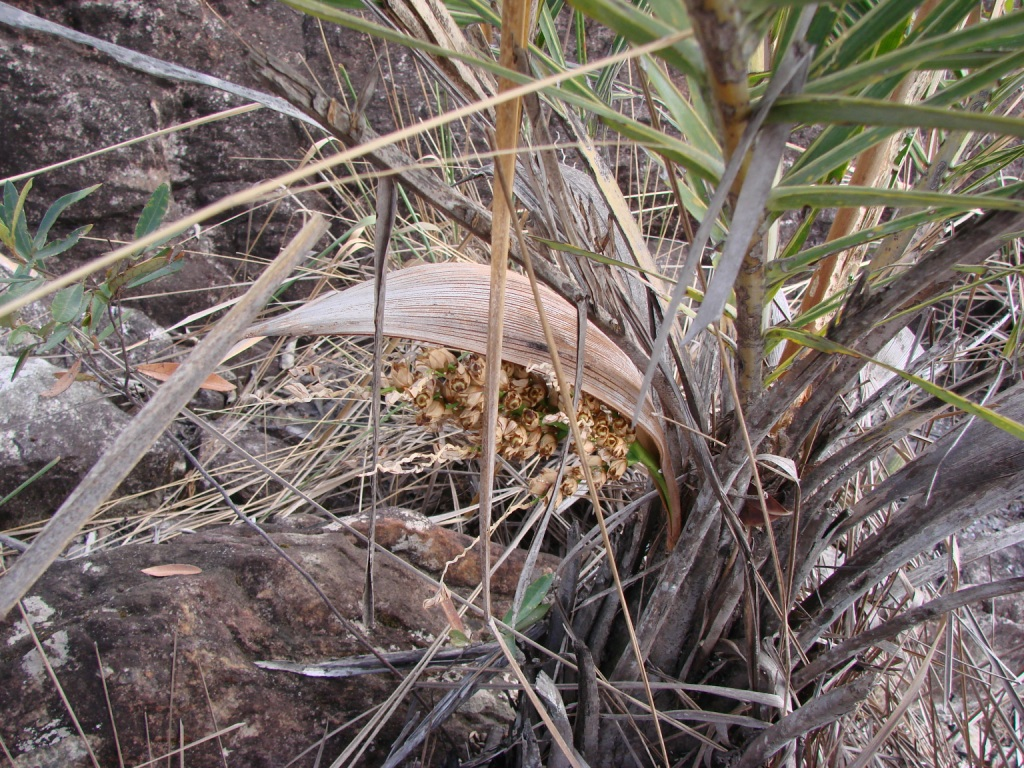